# Saint-Léonard (Suíça)
Saint-Léonard é uma comuna da Suíça, no Cantão Valais, com cerca de 2.003 habitantes. Estende-se por uma área de 3,92 km², de densidade populacional de 511 hab/km². Confina com as seguintes comunas: Ayent, Grône, Icogne, Lens, Sierre, Sion. 
A língua oficial nesta comuna é o Francês.